# ISAM
ISAM (англ. Indexed Sequential Access Method — индексно-последовательный метод доступа) — способ хранения данных для быстрого доступа к ним. Способ был разработан компанией IBM для мейнфреймов в 1963 году, в настоящее время это основной способ представления данных почти во всех базах данных.
В ISAM отдельно хранятся записи с данными и индексы (служебные данные), служащие для быстрого доступа к записям. Данные хранятся последовательно (изначально ISAM использовался для хранения данных на ленточных накопителях, обеспечивающих только последовательные чтение/запись). Второй набор данных — хеш-таблица — индексы, содержащие указатели, которые позволят извлечь определенные записи без поиска по всей базе данных. Это несколько отличается от индексов в современных поисковых базах данных, так как в них индексы хранятся прямо в записях. Ключевая особенность ISAM — индексы малы и поиск по ним быстр. Изменение в записях не требует изменять все записи, требуется только перестроить индекс.
Реляционные базы данных могут быть построены на способе хранения данных ISAM с добавленной логикой по сохранению целостности связей между таблицами. Обычно поле, используемое для связи (внешний ключ), индексируется для быстрого поиска. Конечно, это медленнее, чем просто хранить указатели на нужные записи в другой таблице непосредственно в записях, но зато изменения на физическом уровне хранения данных не потребуют изменения указателей: на физическом уровне таблицы остаются независимыми друг от друга, слабо связанными через пару "внешний/первичный ключ", что позволяет провести перекомпоновку структуры хранения таблицы, содержащей первичный ключ, или даже переместить её в отдельную партицию без потери связности.
ISAM легко реализуется и это дешевый метод. Плата за это — каждая клиентская машина должна держать собственные соединения с каждым файлом, к которому происходит доступ. Это может привести к конфликтам при одновременной работе нескольких клиентов при попытке изменить или вставить новые значения и привести к потере данных. Обычно эта проблема решается добавлением клиент-серверного приложения, которое обслуживает запросы пользователей и управляет ими, чтобы сохранять целостность данных. Это основная концепция СУБД, которая создает клиентский уровень над надлежащими данными.
ISAM был заменен IBM методологией, названной VSAM (Virtual Storage Access Method). Позднее IBM разработал DB2, которая стала основной СУБД от IBM. VSAM — это способ физического хранения данных в DB2.
MySQL реализовало расширение ISAM — MyISAM.